# Inni
Inni (signifiant « À l'intérieur » en islandais) est un coffret contenant un film musical retraçant les deux concerts donnés par le groupe Sigur Rós à l'Alexandra Palace les 20 et 21 novembre 2008 entrecoupé de documents plus anciens, et un album live de ces mêmes dates londoniennes.

## Synopsis

### Inni
Après la sortie de l'album studio Með suð í eyrum við spilum endalaust et à la fin de la tournée mondiale, qui a réuni uniquement le cœur même de Sigur Rós sur scène, sans Amiina qui les accompagnait depuis près de dix ans, le groupe s’arrête pour deux dates à Londres, les 20 et 21 novembre 2008, dans le lieu unique qu'est l'Alexandra Palace, juste avant le final à Reykjavik deux jours plus tard. Le groupe, dont l'avenir est incertain à la suite des différents projets personnels des membres et de l'annonce d'une « pause à durée indéterminée » une fois que la tournée prendra fin, veut donc archiver ce moment et pour ce faire, ils font appel à Vincent Morisset, qui a déjà réalisé, entre autres, le film Miroir noir pour le groupe Arcade Fire. Le site du groupe annonce rapidement que le film résultant de cette coopération ne sortira que quand il sera prêt.
Sigur Rós a régulièrement laissé diffuser leurs prestations en public sur différents médias, et pour ne pas seulement livrer un live de plus, un soin particulier et de la valeur ajoutée est apporté à leurs films. Heima était le côté documentaire sur leur pays, l'Islande, le partage avec les gens, Inni est une approche scénique intimiste, de détails et une rétrospective de l'évolution du groupe mise en œuvre par Vincent Morisset qui applique à l'image un fort traitement de manière « artisanale ». L'image numérique originale est d'abord filmée sur une pellicule 16 mm puis filmée à nouveau au travers de prismes ou de divers objets.
La vision de Vincent Morisset est que « Inni est l’intimité au centre d’une immense scène. C’est l’abstraction des gestes et l’amplification des détails sublimes. C’est un hommage à l’énergie unique de Sigur Rós. Inni laisse la place à toutes les images magnifiques qui nous viennent en tête lorsqu’on écoute leur musique ».
Le 28 novembre 2009, lors de la soirée « Le cinéma de Sigur Rós » à Paris, une version non finalisée mais déjà très travaillée de Svefn-g-englar provenant de ce qui serait Inni a été diffusée, ce qui laissait envisager que le projet était déjà bien avancé et que la sortie n'était peut-être pas si lointaine. Il aura fallu attendre deux ans de plus, soit près de trois ans au total, pour que le résultat final sorte. Le 11 août 2011 le site officiel met en ligne un teaser du film et Inni a été projeté pour la première fois en marge de la Mostra de Venise le 3 septembre 2011, suivi après de plus de 150 projections exceptionnelles aux quatre coins du monde.
Malgré tout, Inni souffre d'un gros manque, le premier single de l'album Með suð í eyrum við spilum endalaust, Gobbledigook, alors même que le titre fut joué à toutes les dates de la tournée et était un des moments forts des concerts. La réponse à cette absence remarquée est en réalité dû à un problème technique, les enregistrements n'étaient pas mixables.
À la fin de Inni, les crédits bénéficient d'un titre inédit, non live, intitulé Lúppulagið. Ce morceau instrumental sera repris sur l'album suivant, Valtari,dans une version réarrangée sous le titre Varðeldur.

### Klippa
Klippa (signifiant « Couper » en islandais) est un court-métrage de 5 min 28 s qui montre de façon artistique la confection de l'énigmatique « artefact unique des concerts » présent dans le coffret édition limitée, qui se trouve être en réalité un morceau des costumes de scène de la tournée de Sigur Rós qui n'ont pas été lavés et qui ont été démantelés puis découpés en 7 000 pièces environ.
Cette vidéo est d'abord apparue sur le site officiel dans la section Inni sans aucune explication. Il fallut attendre deux semaines pour qu'un message soit envoyé à ceux qui ont assisté aux deux concerts qui dévoilait ce que l'on pouvait y apercevoir et apprendre par la même ce qu'était vraiment l'« artefact unique des concerts ».

## Liste des morceaux

### Vidéo
| Film        | Film | Film        | Film | Film | Film | Film | Film | Film | Film |
| No          | Titre | Durée       |      |      |      |      |      |      |      |
| ----------- | --- | ----------- | ---- | ---- | ---- | ---- | ---- | ---- | ---- |
| 1.          | Ný batterí (extrait de l'interview sur NPR (2007)) | 9 min 27 s  |      |      |      |      |      |      |      |
| 2.          | Svefn-g-englar (extrait de « Popp í Reykjavík » (1998))                                                                                                 | 10 min 24 s |      |      |      |      |      |      |      |
| 3.          | Fljótavík | 3 min 59 s  |      |      |      |      |      |      |      |
| 4.          | Inní mér syngur vitleysingur (extrait du live au Gaukur á stöng (1999))                                                                                 | 4 min 58 s  |      |      |      |      |      |      |      |
| 5.          | Sæglópur (super 8 (2008)) | 6 min 55 s  |      |      |      |      |      |      |      |
| 6.          | Festival (extrait de l'interview sur Music On! TV (2003)— extrait des Icelandic Music Awards (2000)— extrait de l'interview au Iceland airwaves (1998)) | 8 min 47 s  |      |      |      |      |      |      |      |
| 7.          | E-bow (extrait du duo de Jonsi et Kjartan sur «Debata mandire» (1999)— Tour film interludes (2007)— Super 8 (2008))                                     | 11 min 25 s |      |      |      |      |      |      |      |
| 8.          | Popplagið (extrait du live au Gaukur á stöng (1999)) | 13 min 23 s |      |      |      |      |      |      |      |
| 9.          | Lúppulagið (Crédits) (Inédit non live) | 5 min 38 s  |      |      |      |      |      |      |      |
| 75 min 00 s | |             |      |      |      |      |      |      |      |

|  | All alright (live)         | Toutes éditions                                | 5 min 57 s |
|  | Glósóli (live)             | Toutes éditions                                | 6 min 47 s |
|  | Hafssól (live)             | Toutes éditions                                | 8 min 25 s |
|  | Við spilum endalaus (live) | Toutes éditions                                | 3 min 15 s |
|  | Klippa                     | Éditions coffret limitée et standard japonaise | 5 min 28 s |
|  | Official trailer           | Édition coffret limitée                        |            |

### Audio
| Album live   | Album live                   | Album live                      | Album live  | Album live | Album live | Album live | Album live | Album live | Album live |
| No           | Titre                        | Double CD / Triple vinyle       | Durée       |            |            |            |            |            |            |
| ------------ | ---------------------------- | ------------------------------- | ----------- | ---------- | ---------- | ---------- | ---------- | ---------- | ---------- |
| 1.           | Svefn-g-englar               | cd 1 piste 1 / disque 1 face A1 | 10 min 12 s |            |            |            |            |            |            |
| 2.           | Glósóli                      | cd 1 piste 2 / disque 1 face A2 | 6 min 52 s  |            |            |            |            |            |            |
| 3.           | Ný batterí                   | cd 1 piste 3 / disque 1 face B1 | 8 min 38 s  |            |            |            |            |            |            |
| 4.           | Fljótavík                    | cd 1 piste 4 / disque 1 face B2 | 3 min 38 s  |            |            |            |            |            |            |
| 5.           | Við spilum endalaust         | cd 1 piste 5 / disque 1 face B3 | 3 min 58 s  |            |            |            |            |            |            |
| 6.           | Hoppípolla                   | cd 1 piste 6 / disque 2 face A1 | 4 min 13 s  |            |            |            |            |            |            |
| 7.           | Með blóðnasir                | cd 1 piste 7 / disque 2 face A2 | 2 min 22 s  |            |            |            |            |            |            |
| 8.           | Inní mér syngur vitleysingur | cd 1 piste 8 / disque 2 face A3 | 4 min 08 s  |            |            |            |            |            |            |
| 9.           | E-bow                        | cd 1 piste 9 / disque 2 face A4 | 9 min 09 s  |            |            |            |            |            |            |
| 10.          | Sæglópur                     | cd 2 piste 1 / disque 2 face B1 | 7 min 40 s  |            |            |            |            |            |            |
| 11.          | Festival                     | cd 2 piste 2 / disque 2 face B2 | 7 min 35 s  |            |            |            |            |            |            |
| 12.          | Hafsól                       | cd 2 piste 3 / disque 3 face A1 | 8 min 28 s  |            |            |            |            |            |            |
| 13.          | All alright                  | cd 2 piste 4 / disque 3 face A2 | 5 min 41 s  |            |            |            |            |            |            |
| 14.          | Popplagið                    | cd 2 piste 5 / disque 3 face B1 | 15 min 23 s |            |            |            |            |            |            |
| 15.          | Lúppulagið (Inédit non live) | cd 2 piste 6 / disque 3 face B2 | 5 min 59 s  |            |            |            |            |            |            |
| 105 min 00 s |                              |                                 |             |            |            |            |            |            |            |

## Supports
- Édition standard
  - DVD de Inni le film (+ Klippa sur l'édition Japonaise)
  - Double CD de Inni l'album live
  - Des cartes postales pour l'édition standard limitée
- Édition blu-ray
  - Blu-ray de Inni le film en haute définition
  - DVD de Inni le film
  - Double CD de Inni l'album live
- Édition vinyle
  - DVD de Inni le film
  - Triple vinyle de Inni l'album live
  - Fichiers mp3 de Inni l'album live pour l'édition USA
  - Double CD de Inni l'album live pour les éditions des autres régions
- Téléchargement (disponible en pack ou séparément)
  - Fichier mp4 de Inni le film en haute définition
  - Fichiers mp3 ou wav de Inni l'album live
- Édition coffret limitée à 6996 exemplaires disponible uniquement sur le site officiel
  - Blu-ray de Inni le film en haute définition
  - DVD PAL de Inni le film + Klippa + Official trailer
  - DVD NTSC de Inni le film + Klippa + Official trailer
  - Double CD de Inni l'album live
  - Vinyle 7" monoface du titre inédit Lúppulagið avec une gravure sur l'autre face
  - Un morceau des costumes de scène dans une enveloppe numérotée (voir Klippa)
  - Quatre photos 7"
  - Un badge émaillé de Inni
  - Dix feuilles de papier A5 sensible à la lumière et une adresse internet pour poster ses créations

## Fiche technique
- Réalisateur : Vincent Morisset
- Directeurs photo : Christophe Collette et John Londono
- Animateurs : Olivier Groulx et Raoul Paulet
- Effets visuels : Karl Lemieux
- Montage : Stéphane Lafleur (en collaboration avec Nick Fenton)

## Liste des morceaux joués
| 20 novembre | 21 novembre |
| --- | --- |
| Svefn-G-Englar Ný Batterí Fljótavík Við Spilum Endalaust Hoppípolla/Með Blóðnasir Inní Mér Syngur Vitleysingur E-Bow Sæglópur Festival Hafssól Gobbledigook ———— All Alright Popplagið | Svefn-G-Englar Glósóli Ný Batterí Fljótavík Við Spilum Endalaust Hoppípolla/Með Blóðnasir Inní Mér Syngur Vitleysingur E-Bow Sæglópur Festival Hafssól Gobbledigook ———— All Alright Popplagið |